# Christopher Judge
Christopher Judge właśc. Douglas Christopher Judge (ur. 13 października 1964 w Los Angeles) – amerykański aktor. Ma korzenie afrykańskie i czirokeskie. Studiował na Uniwersytecie Stanowym Oregonu.
Jedną z jego pierwszych ról była rola w serialu MacGyver w 1990 roku, gdzie spotkał się z przyszłym kolegą z serialu Gwiezdne wrota Richardem Deanem Andersonem. Rola Teal'ca z Gwiezdnych wrót przyniosła mu większy rozgłos i to z niej jest najbardziej znany. Napisał scenariusz do kilku odcinków Gwiezdnych wrót, głównie opowiadających o granej przez niego postaci.
Ma troje dzieci z pierwszego małżeństwa z Margaret Judge: Christophera, Cameron i Catrinę. Aktualnie jest zaręczony z Gianną Patton, z którą ma córkę Chloe.

## Gry wideo
- 2022: God of War: Ragnarök jako Kratos
- 2018: God of War jako Kratos

## Filmografia
- 2014: Apokalipsa w Los Angeles jako porucznik Grisham
- 2008: Gwiezdne wrota: Continuum jako Teal'c
- 2008: Gwiezdne wrota: Arka Prawdy jako Teal'c
- 2007: Śniadanie dla psa (Dog's Breakfast) jako Chris
- 2005: Po stronie brata jako Nate Wall
- 2002: He-Man i władcy wszechświata jako Zodak
- 2001: Niepokorny jako Alfonso James
- 2001: Komedia romantyczna jako Nigel
- 2000–2003: X-Men: Ewolucja jako Magneto(głos)
- 1997–2007: Gwiezdne wrota jako Teal'c
- 1993–1995: Syreny jako Richie Stiles